# Pouembout

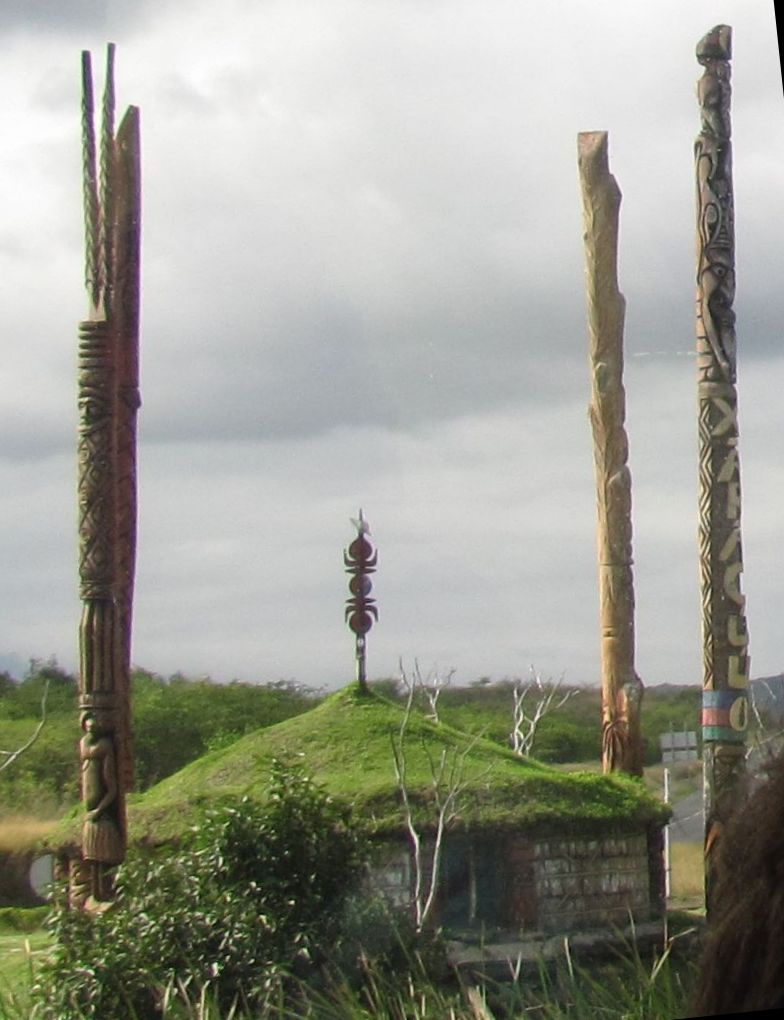
Traditionelle Bauweise mit Totempfählen in Pouembout

Pouembout (Pwëbuu) ist eine Gemeinde in der Nordprovinz in Neukaledonien. Sie liegt 258 km nordwestlich von Nouméa auf der Hauptinsel Grande Terre und umfasst ebenfalls einige kleine Inseln vor der Küste der Hauptinsel.
Die höchste Erhebung ist das Massif de Kopeto mit 1134 m.

## Bevölkerung
| Bevölkerungsentwicklung in Pouembout | Bevölkerungsentwicklung in Pouembout | Bevölkerungsentwicklung in Pouembout | Bevölkerungsentwicklung in Pouembout | Bevölkerungsentwicklung in Pouembout | Bevölkerungsentwicklung in Pouembout | Bevölkerungsentwicklung in Pouembout | Bevölkerungsentwicklung in Pouembout | Bevölkerungsentwicklung in Pouembout | Bevölkerungsentwicklung in Pouembout | Bevölkerungsentwicklung in Pouembout | Bevölkerungsentwicklung in Pouembout |
| ------------------------------------ | ------------------------------------ | ------------------------------------ | ------------------------------------ | ------------------------------------ | ------------------------------------ | ------------------------------------ | ------------------------------------ | ------------------------------------ | ------------------------------------ | ------------------------------------ | ------------------------------------ |
| Einwohner                            | 482                                  | 577                                  | 587                                  | 734                                  | 692                                  | 854                                  | 1189                                 | 1471                                 | 2078                                 | 2591                                 | 2752                                 |
| Jahr                                 | 1956                                 | 1963                                 | 1969                                 | 1976                                 | 1983                                 | 1989                                 | 1996                                 | 2004                                 | 2009                                 | 2014                                 | 2019                                 |

| Ethnische Verteilung | Ethnische Verteilung | Ethnische Verteilung | Ethnische Verteilung | Ethnische Verteilung |
| -------------------- | -------------------- | -------------------- | -------------------- | -------------------- |
| Kanaken              | Europäer             | Gemischt             | Polynesier           | Andere               |
| 36,4 %               | 26,3 %               | 18,1 %               | 1,8 %                | 17,3 %               |

## Geschichte
Pouembout entstand – wie zahlreiche andere Ortschaften Neukaledoniens – aus einem Straflager, das 1883 angelegt wurde. Da die Gegend relativ fruchtbar und für Getreideanbau sowie Viehzucht gut geeignet war, siedelten sich hier auch französische Einwanderer an. Das Dorf Pouembout wurde 1889 gegründet.
Pouembout und das benachbarte Koné werden seit einigen Jahren planmäßig zu einem Industrie- und Schulzentrum ausgebaut, das im Norden Neukaledoniens einen Gegenpol zur Hauptstadt Nouméa bilden soll. In Voh wurde 2012 die Fabrikanlage Usine du Nord zur Nickelverarbeitung in Betrieb genommen, und bis 2015 sollen die drei Städte Koné, Voh und Pouembout eine Agglomeration von 16.000 Einwohnern bilden.
Für den gestiegenen Bedarf an Trinkwasser ist der Bau eines Staudamms am Fluss Pouembout in Planung. 2018 wurde der genaue Ort des Staudamms am Zusammenfluss von Ouendé und Poualoa festgelegt. Die Staumauer soll eine Höhe zwischen 33 m und 41 m erreichen. Die Ausschreibung des Bauprojekts begann 2022.

## Sehenswertes und Architektur
Pouembout ist Sitz der Verwaltung der Nordprovinz Neukaledoniens. Vor dem repräsentativen Verwaltungszentrum L'hôtel de la province Nord wurde ein runder Platz angelegt, auf dem in traditioneller Bauweise ein rundes Wohnhaus mit weithin sichtbaren Totempfählen errichtet wurde.
Das 1898 im Kolonialstil erbaute Gebäude Le Pigonnier beherbergt heute verschiedene Büros. Aus dem Jahr 1886 stammt das Landhaus Chateau Grimini, in dem die Gemeindebibliothek untergebracht ist, und das ebenfalls für kulturelle Veranstaltungen genutzt wird.